# 날록손
날록손(Naloxone)은 1960년도에 Sankyo사가 개발한 아편길항제이다. 날록손은 아편계약의 과다복용에 반대작용을 위해 사용되는 약이다. 날록손은 특히 생명을 위협하는 중추신경계와 호흡계의 우울증에 효과가 있다. 날록손은 또한 실험적으로 '선천적 발한 통증 무감각증'(congenital insensitivity to pain with anhidrosis, CIPA)(매우 흔하지 않은 질병 (1/1억2천5백만) 통증을 느끼지 못함)에 사용한다.